# Помпеја (Страбонова сестра)
Помпеја (лат. Pompeia) била је римска племкиња. Живела је у доба касне Републике. 
Рођена је у Пиценуму као ћерка локалног аристократе Секста Помпеја и Луцилије, сестре песника Гаја Луцилија. Њена браћа била су Секст Помпеј и Помпеј Страбон, отац политичара и тријумвира Гнеја Помпеја. 
Удата је за Марка Ација Балба, плебејског сенатора родом из Ариције. У овом браку се 105. п. н. е. родио Марко Ације. Он је оженио Јулију, сестру Јулија Цезара, и имао три ћерке, међу којима је била Ација Балба Цезонија, мајка Октавијана Августа.